# Thomas Sowell
Thomas Sowell (IPA: [ˈtɒm.əs soʊl]; Gastonia, 30 giugno 1930) è un economista e saggista statunitense.

## Biografia
Nato in Carolina del Nord pochi mesi dopo la morte del padre ed essendo sua madre una domestica che già aveva altri quattro figli, fu adottato e cresciuto da una prozia e dalle sue due figlie grandi. All'età di nove anni, la famiglia si trasferì da Charlotte ad Harlem nel quadro della grande migrazione afroamericana. Dopo aver lasciato la scuola all'età di diciassette anni per difficoltà economiche, nel 1951 fu chiamato alle armi durante la guerra di Corea e assegnato al corpo dei Marines in qualità di fotografo. Dopo il congedo, frequentò i corsi serali all'Università di Howard, una delle università storicamente afroamericane; gli alti voti ottenuti agli esami e la segnalazione di due suoi professori gli valsero l'ammissione all'Università di Harvard, dove si laureò summa cum laude in economia nel 1958. L'anno successivo conseguì la laurea specialistica all'Università della Columbia.
Da ventenne s'identificava come marxista, tanto da pubblicare un confronto tra il pensiero marxiano e le pratiche marxiste-leniniste; tuttavia, l'esperienza da tirocinante presso il dipartimento del lavoro degli Stati Uniti d'America nell'estate del 1960 lo spinse a rigettare il socialismo in favore del liberalismo.
Assistente universitario dal 1965 al 1969 all'Università Cornell, nel 1968 ottenne il dottorato di ricerca in economia all'Università di Chicago, con una tesi dal titolo La legge di Say e la disputa sull'eccesso generale. Negli anni seguenti Sowell ha insegnato all'Università di Rutgers, all'Università di Brandeis, al Collegio Amherst e all'Università della California a Los Angeles. Dal 1980 ha lavorato alla Hoover Institution, presso l'Università di Stanford, dove è stato assistente anziano di Rose e Milton Friedman in materia di politica pubblica. 
Gli è stata conferita la medaglia nazionale di discipline umanistiche per il suo insegnamento delle discipline storiche, economiche e politiche.
Gli storici del pensiero economico lo annoverano tra gli esponenti contemporanei della Scuola di Chicago.

## Opere
- Economics: Analysis and Issues, 1971
- Say's Law: A Historical Analysis, 1972
- Race and Economics, 1975
- Knowledge and Decisions, 1980
- A Conflict of Visions, 1987
- Inside American Education, 1993
- The Vision of the Anointed, 1995
- Basic Economics, 2000
- The Einstein Syndrome: Bright Children Who Talk Late, 2002
- Applied Economics, 2003
- Affirmative Action Around the World, 2004
- Black Rednecks and White Liberals, 2005
- The Housing Boom and Bust, 2009
- Dismantling America: and Other Controversial Essays, 2010
- Intellectuals and Society, 2010
- The Thomas Sowell Reader, 2011
- Intellectuals and Race, 2013
- Wealth, Poverty and Politics: An International Perspective, 2015
- Discrimination and Disparities, 2018
- Charter Schools and Their Enemies, 2020